# Tunele w Oświęcimiu
Tunele w Oświęcimiu – dwa tunele znajdujące się pod zamkiem w Oświęcimiu. 

## Opis
Tunele pochodzą z początku XX wieku. Pierwszy wydrążono przed 1914 rokiem. Tunel nazywany jest tunelem „długim” lub „austriackim”, znajduje się pod wzgórzem zamkowym łącząc jego wschodnią z zachodnią stroną. Obecnie z dwóch wejść do tunelu zachowało się jedno, po stronie zachodniej, przy ulicy Bulwary nad Sołą. Tunel został zbudowany z cegły i ma kształt gruszkowaty. 22 metry od zachodniego wejścia ulokowano studnię, do której dostęp miano z dziedzińca zamkowego.
Drugi tunel, który krzyżuje się z „austriackim” 11 metrów pod dziedzińcem zamkowym, został wybudowany podczas II wojny światowej w latach 1940–1944 przez więźniów obozu koncentracyjnego Auschwitz-Birkenau. Tunel „poprzeczny” został wydrążony w kierunku północ-południe z przeznaczeniem jako schron przeciwlotniczy. Tunel nigdy nie został ukończony. W 1974 roku po pracach remontowych na Zamku zostało zamknięte jedno z wejść do tunelu od strony ulicy Zamkowej. W 1984 roku dzięki pracom archeologicznym związanym ze wzgórzem zamkowym, tunele zostały zabezpieczone, wzmocniono konstrukcję i zrekonstruowano zniszczone fragmenty. Obecnie tunele stanowią atrakcje turystyczną, wejścia do tuneli znajdują się od strony ulicy Bulwary.

## Legenda
W tradycji historycznej rdzennych mieszkańców miasta przekazywane jest z pokolenia na pokolenie podanie o połączeniu zamku i klasztoru Dominikanów, dziś Salezjanów poprzez takie tunele w osi północ-południe.

## Literatura
- J. Stanek: Z dziejów ziemi oświęcimskiej, Kraków, 1959.
- Zamek w Oświęcimiu. Sprawozdanie z badań i nadzorów architektonicznych, 1988 - 1992, Wstępne podsumowanie wyników dotychczasowych badań konserwatorskich w latach 1983 - 1998, opracowanie M. Filipowicz, A. Filipowicz, L. Sulerzyska, Kraków, 1998.